# Замок Баннермана
Замок Баннермана — руины замка, которые находятся на острове Полепел вблизи города Ньюбург в штате Нью-Йорк в США. Замок назван в честь его изначального владельца Франка Баннермана.
Баннерман купил остров в ноябре 1900 года, как место складирования боеприпасов, которыми он торговал. Весной 1901 он начал строить здание арсенала. После смерти Баннермана, в 1918 году, строительство прекратилось. В августе 1920 года около 200 тонн снарядов и пороха детонировали возле здания, уничтожив часть комплекса. Остров и здание были куплены штатом Нью-Йорк в 1967 году. 8 августа 1969 года произошел пожар и крыша замка, а также перекрытия были уничтожены. В 2009 году часть замка рухнула.
В настоящее время замок является собственностью Государственного управления парков Нью-Йорка и находится в состоянии руин.